# My Lovin' (You're Never Gonna Get It)
My Lovin' (You're Never Gonna Get It) is een nummer van de Amerikaanse meidengroep En Vogue uit 1992. Het is de eerste single van hun tweede studioalbum Funky Divas. In het nummer is een gitaarriff te horen van The Payback van James Brown. 
Het nummer had succes in de VS, West-Europa en Oceanië. In de Amerikaanse Billboard Hot 100 haalde het de 2e positie. In de Nederlandse Top 40 haalde het een 11e plek, en in de Vlaamse Radio 2 Top 30 de 17e.